# سیارک ۲۱۹۵۶
سیارک ۲۱۹۵۶ (به انگلیسی: 21956 Thangada، نامگذاری:1999VE179) بیست و یک هزار و نهصد و پنجاه و ششمین سیارک کشف شده‌است که در ۶ نوامبر ۱۹۹۹ کشف شد.
قدر مطلق سیارک برابر ۱۸.۶ است.